# Ronneburgit
Ronneburgit (IMA-Symbol Rbu) ist ein sehr selten vorkommendes Mineral aus der Mineralklasse der „Phosphate, Arsenate und Vanadate“ (ehemals „Oxide und Hydroxide“, siehe Klassifikation) mit der chemischen Zusammensetzung K2Mn2+[V5+4O12] und ist damit chemisch gesehen ein Kalium-Mangan-Vanadat.
Ronneburgit kristallisiert im monoklinen Kristallsystem und entwickelt tafelige bis kurzprismatische Kristalle bis etwa 0,5 mm Größe von rötlichbrauner Farbe und gelboranger Strichfarbe.

## Etymologie und Geschichte
Erstmals gefunden wurde Ronneburgit 1998 auf der Absetzerhalde des Tagebaus Lichtenberg in der Uran-Lagerstätte bei Ronneburg in Thüringen und beschrieben durch Thomas Witzke, Shenyan Zhen, Karl Seff, Thomas Doering, Lutz Nasdala und Uwe Kolitsch, die das Mineral nach seiner Typlokalität benannten. Als eigenständiges Mineral wurde Ronnebergit von der International Mineralogical Association (IMA) noch im selben Jahr unter der vorläufigen Bezeichnung IMA 1998-069 anerkannt. Die Veröffentlichung der Untersuchungsergebnisse und des anerkannten Namens erfolgte 2001 im Fachmagazin American Mineralogist.
Das Typmaterial des Minerals wird in der Mineralogischen Sammlung der Technischen Universität Bergakademie Freiberg (TU-BA-Freiberg) unter der Sammlungs-Nr. 78908 (HT) aufbewahrt.

## Klassifikation
Da der Ronneburgit erst 1998 als eigenständiges Mineral anerkannt wurde, ist er in der seit 1977 veralteten 8. Auflage der Mineralsystematik nach Strunz noch nicht verzeichnet. Einzig im Lapis-Mineralienverzeichnis nach Stefan Weiß, das sich aus Rücksicht auf private Sammler und institutionelle Sammlungen noch nach dieser alten Form der Systematik von Karl Hugo Strunz richtet, erhielt das Mineral die System- und Mineral-Nr. IV/G.07-49. In der „Lapis-Systematik“ entspricht dies der Klasse der „Oxide und Hydroxide“ und dort der Abteilung „Vanadiumoxide (Polyvanadate mit V4+/5+)“, wo Ronneburgit zusammen mit Alvanit, Ankinovichit, Ansermetit, Calciodelrioit, Delrioit, Dickthomssenit, Metadelrioit, Metamunirit, Metarossit, Munirit, Navajoit, Rossit eine eigenständige, aber unbenannte Gruppe/die „Gruppe“ bildet (Stand 2018).
Die von der International Mineralogical Association (IMA) zuletzt 2009 aktualisierte 9. Auflage der Strunz’schen Mineralsystematik ordnet den Ronneburgit dagegen in die Klasse der „Phosphate, Arsenate und Vanadate“ und dort in die Abteilung der „Phosphate usw. ohne zusätzliche Anionen; ohne H2O“ ein. Diese ist weiter unterteilt nach der relativen Größe der beteiligten Kationen, so dass das Mineral entsprechend seiner Zusammensetzung mit den Kationen Kalium und Mangan in der Unterabteilung „Mit mittelgroßen und großen Kationen“ zu finden ist, wo es als einziges Mitglied die unbenannte Gruppe 8.AC.75 bildet.
Die vorwiegend im englischen Sprachraum gebräuchliche Systematik der Minerale nach Dana ordnet den Ronneburgit ebenfalls in die Klasse der „Phosphate, Arsenate und Vanadate“ und dort in die Abteilung der „Vanadium-Oxysalze“. Dort ist er als einziges Mitglied in der unbenannten Gruppe 47.01.05 innerhalb der Unterabteilung „Vanadium-Oxysalze (Normal VO3)“ zu finden.

## Kristallstruktur

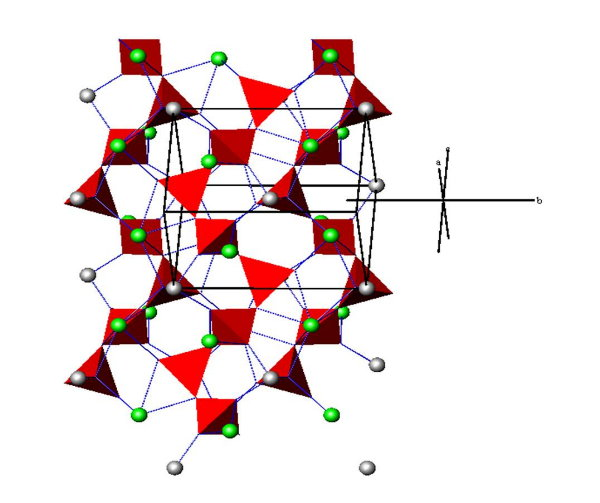
Kristallstruktur von Ronneburgit mit deutlich erkennbaren, schraubenartig in [101]-Richtung verlaufenden Vanadatketten.
Rot: VO4-Tetraeder, grau: Mn, grün: K.

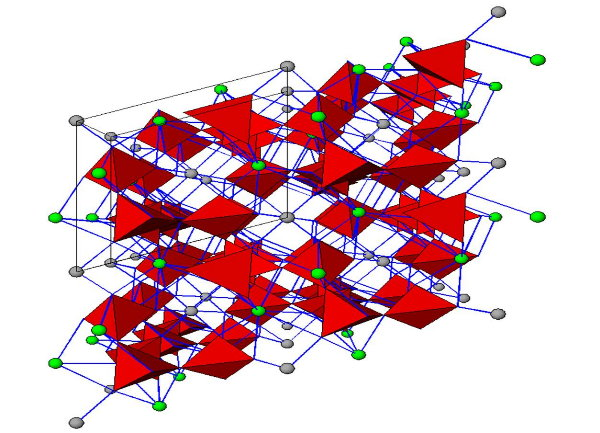
Kristallstruktur von Ronneburgit. Blick in b-Richtung.

Ronneburgit kristallisiert monoklin in der Raumgruppe P21/n (Raumgruppen-Nr. 14, Stellung 2) mit den Gitterparametern a = 8,183(3) Å; b = 9,247(3) Å; c = 8,651(2) Å und β = 109,74(2)° sowie 2 Formeleinheiten pro Elementarzelle.
Die Kristallstruktur besteht aus eckenverknüpften VO4-Tetraedern, die schraubenartige Vierer-Einfachketten in Richtung [101] bilden. Verbunden werden diese Ketten über Kalium- und Mangan-Ionen.

## Bildung und Fundorte
Ronneburg bildete sich sekundär aus dem auf der Absetzerhalde deponierten Material des Tagebaus Lichtenberg. Begleitminerale sind unter anderem Epsomit, Gips, Hämatit, Hummerit, Pikromerit.
Bisher (Stand: 2010) konnte das Mineral nur an seiner Typlokalität Lichtenberg bei Ronneburg nachgewiesen werden.